# Francis Carr (Politiker)
Francis Carr (* 6. Dezember 1751 in Newbury, Essex County, Province of Massachusetts Bay; † 6. Oktober 1821 in Bangor, Maine) war ein US-amerikanischer Politiker. In den Jahren 1812 und 1813 vertrat er den Bundesstaat Massachusetts im US-Repräsentantenhaus.

## Werdegang
Francis Carr besuchte die öffentlichen Schulen seiner Heimat und wurde danach im Handel tätig. Gleichzeitig schlug er eine politische Laufbahn ein. Zwischen 1791 und 1808 war er mehrfach Abgeordneter im Repräsentantenhaus von Massachusetts. In den Jahren 1809 bis 1811 gehörte er dem Staatssenat an. Er war Mitglied der Demokratisch-Republikanischen Partei.
Nach dem Rücktritt des Abgeordneten  Barzillai Gannett wurde Carr bei der fälligen Nachwahl für den 17. Sitz von Massachusetts als dessen Nachfolger in das US-Repräsentantenhaus in Washington, D.C. gewählt, wo er am 6. April 1812 sein neues Mandat antrat. Da er bei den regulären Kongresswahlen des Jahres 1812 nicht bestätigt wurde, konnte er bis zum 3. März 1813 nur die laufende Legislaturperiode im Kongress beenden. Diese Zeit war von den Ereignissen des Britisch-Amerikanischen Krieges geprägt.
Nach dem Ende seiner Zeit im US-Repräsentantenhaus arbeitete Francis Carr wieder im Handel. Er starb am 6. Oktober 1821 in Bangor. Sein Sohn James (1777–1818) wurde ebenfalls Kongressabgeordneter.